# Prosa
 For alternative betydninger, se Prosa (flertydig). (Se også artikler, som begynder med Prosa)
Prosa er opdigtede eller ikke-opdigtede talte og skrevne tekster, der ikke er bundet til metriske regler.
Med denne definition markeres, at prosa betyder stort set alt, der er skrevet og talt, undtagen digte.
Prosa er således et genrebegreb, der rummer tekster som monarkens nytårstale, romaner, noveller, eventyr, dramaer, nyhedsudsendelser i tv, essays, annonce-kataloger osv.
Romaner og noveller er opdigtede prosatekster. Derfor siges de at høre til genren fiktionsprosa. Fiktion er et fremmedord for opdigtning. Så en fiktionsprosatekst kan defineres som en prosatekst, der handler om begivenheder, som ikke har fundet sted i virkeligheden. De almindeligste former for fiktionsprosa er roman, novelle, eventyr, sagn, myte og drama. Dramaet kan opfattes som en selvstændig genre inden for fiktionsprosa.
De øvrige fiktionsprosagenrer (roman, novelle, eventyr) går også under fællesbetegnelsen epik. Et episk tekstelement er en fortælling om et handlingsforløb, der strækker sig over en vis tidsperiode. Den almindeligste roman og novelle er altså på én gang både en prosatekst, en fiktionsprosatekst og en episk tekst.
Der er i slutningen af det 20. århundrede opfundet en betegnelse for korte fiktionsprosatekster, som hverken er episk eller drama. Disse tekster går nu under betegnelsen kortprosa. Kortprosaen er ofte nærmere beslægtet med lyrikken, end den øvrige fiktionsprosa er. Dog vil der ikke være anvendt metriske regler, som i givet fald ville placere teksterne under lyrikken.
Poetisk prosa er kendetegnet ved at have de samme kendetegn som digte (billedsprog, følelsesladede ord, stemningsskabende ord, mv.), bortset fra, at de ikke er på vers.